# Bocja siatkowana
Bocja siatkowana (Botia lohachata) – gatunek słodkowodnej ryby z rodziny Botiidae. Bywa hodowana w akwarium. Jest podobna do blisko spokrewnionego gatunku Botia almorhae, z którym bywała utożsamiana.

## Taksonomia
Pod koniec XX wieku Botia lohachata została uznana przez A. Menona za synonimiczną nazwę B. almorhae, ale wielu autorów uznaje bocję siatkowaną za odrębny gatunek. Natomiast Steven Grant dopatruje się w obrębie B. almorhae s.l. pięciu odrębnych, acz blisko spokrewnionych gatunków.

## Występowanie
Występuje w strefie przydennej na rozlewiskach i bagnach rzek Azji Południowej, głównie w wodach Pakistanu, Indii, Bangladeszu), gdzie w poszukiwaniu pokarmu przeszukuje muliste dno.

## Budowa
Od głowy i grzbietu ciało ubarwione jest jasnożółto, z ciemniejszymi plamami układającymi się na kształt litery Y, tworząc wzór na kształt „siatki”. Wzór ten zanika w partii brzusznej. Pomiędzy dużymi plamami znajdują się mniejsze, również ciemne plamki. Płetwa ogonowa jest mocno wcięta i występują na niej ciemne rzędy plam. Nasada tej płetwy jest szeroka.
Dorasta do około 11 cm długości, w akwarium bywa mniejsza.

## Warunki hodowlane w akwarium
| Zalecane warunki w akwarium | Zalecane warunki w akwarium |
| --------------------------- | --------------------------- |
| Zbiornik                    | min. 80 l.                  |
| Oświetlenie                 | słabe, przytłumione         |
| Temperatura wody            | 23–27 °C (okresowo do 30)   |
| Twardość wody               | miękka do średniotwardej    |
| Skala pH                    | 6,5–7,5                     |
| pokarm                      | żywy, mrożony               |

## Biotop
Żyje w grupie i jest na ogół towarzysko nastawiona do innych. Czasami jednak bywa agresywna, nękając inne ryby. 
W akwarium zamieszkuje dolną strefę o lekkim i miękkim podłożu. Lubi wolne przestrzenie jak i gęste zarośla z kryjówkami z roślin, korzeni i kamieni dla zapewnienia sobie schronienia, w których też przebywa za dnia. Na poszukiwanie pokarmu wyrusza wieczorem i wczesną nocą. Odżywia się szczątkami i drobnymi kręgowcami.

## Choroby
Bocja siatkowana jest rybą, która jak i inne bocje jest narażona na ichtioftiriozę wywoływaną przez kulorzęska (Ichthyophthirius multifiliis).